# Kleczew
Kleczew è un comune urbano-rurale polacco del distretto di Konin, nel voivodato della Grande Polonia.
Ricopre una superficie di 110,12 km² e nel 2004 contava 9 729 abitanti.
Nel territorio del comune c'è il lago lago Koziegłowskie e sull'isola è stato eretto la roccaforte Koziegłowy.